# 布氏同寄居蟹
布氏同寄居蟹（学名：Sympagurus burkenroadi）为擬寄居蟹科同寄居蟹屬下的一个种。